# Cordylobia
Cordylobia (лат.) — род мух из семейства каллифориды (Calliphoridae).

## Распространение
Распространены в Афротропике, хотя они были зарегистрированы в других местах при транспортировке путешественниками.

## Описание
Мухи среднего размера, основная окраска жёлтая. Паразитируют на млекопитающих, особенно на грызунах. Два вида, C. anthropophaga (муха тумбу, the tumbu fly) и C. rodhaini (муха Лунда, Lund’s fly), также известны как паразиты человека, вызывают миазы. Взрослые мухи питаются гниющими фруктами, овощами и фекалиями животных, и их больше всего появляется в сезон дождей. Как и многие тропические насекомые, наиболее активны утром и вечером.
От близких групп отличается следующими признаками: парафациальная область шире третьего членика усиков, если уже (Cordylobia ruandae), то шире половины ширины третьего членика; парафациальная область с не очень густо посаженными щетинками, чёрными или жёлтыми, обычно ограниченными верхней половиной этой области; глаза у самцов широко расставлены, за исключением C. anthropophaga, где лоб узкий, примерно в 2 раза больше ширины переднего глазка.

## Классификация
4 вида. Вид Pachychoeromyia praegrandis Austen, 1910 был первоначально описан в составе рода Cordylobia, но затем помещён в монотипический род Pachychoeromyia Villeneuve, 1920
- Cordylobia anthropophaga (Blanchard, 1872)
- Cordylobia rodhaini Gedoelst, 1910
  - =Cordylobia ebadiana Lehrer & Goergen
- Cordylobia roubaudi Villeneuve, 1929 (ранее в Neocordylobia)
- Cordylobia ruandae Fain, 1953